# 이다희 (배우)
이다희(한국 한자: 李多熙, 1985년 3월 15일 ~ )는 대한민국의 배우이다.

## 학력
- 용인고등학교 (졸업)
- 세종대학교 영화예술학과 (중퇴)

## 경력
2002년 슈퍼모델 대회를 통해 연예계에 데뷔하였으며, 2003년 드라마 천년지애를 통해 연기 활동을 시작하였다. 같은 시기 프로스펙스광고 모델로 발탁되어 주목할 만한 신인 CF 모델로 화제가 되기도 하였다.

## 출연 작품

### 드라마
- 2003년 SBS 주말 특별기획 드라마 《천년지애》 ... 다방 녀 역
- 2003년 SBS 오픈드라마 남과 여 《그 별은 그렇게 우리에게 왔다》 ... 미희 역
- 2004년 SBS 주말 특별기획 드라마 《폭풍 속으로》 ... 이정연 역
- 2005년 MBC 수목드라마 《슬픈 연가》 ... 강신희 역
- 2007년 MBC 주말드라마 《에어시티》 ... 한이경 역
- 2007년 MBC 수목 특별기획 드라마 《태왕사신기》 ... 각단 역
- 2008년 MBC 일일 시트콤 《크크섬의 비밀》 ... 이다희 역
- 2011년 MBC 수목드라마 《로열 패밀리》 ... 이유선 역
- 2011년 tvN 월화드라마 《로맨스가 필요해》 ... 이민정 역 (특별출연)
- 2011년 TV조선 주말 특별기획 드라마 《고봉실 아줌마 구하기》 ... 오은미 역 (2회 특별출연)
- 2012년 SBS 아침 일일연속극 《내 인생의 단비》 ... 한단비 역
- 2013년 SBS 드라마 스페셜 《너의 목소리가 들려》 ... 서도연 역
- 2013년 KBS2 수목드라마 《비밀》 ... 신세연 역
- 2014년 KBS2 월화드라마 《빅맨》 ... 소미라 역
- 2015년 SBS 월화드라마 《미세스 캅》... 민도영 역
- 2018년 KBS2 수목드라마 《추리의 여왕 2》 ... 정희연 역
- 2018년 JTBC 월화드라마 《뷰티 인사이드》 ... 강사라 역
- 2019년 tvN 수목드라마 《검색어를 입력하세요 WWW》 ... 차현 역
- 2021년 tvN 월화드라마 《루카:더 비기닝》 ... 하늘에구름 / 이설란 역
- 2022년 TVING 오리지널 드라마 《아일랜드》 ... 원미호 역
- 2022년 ENA 수목드라마 《얼어죽을 연애따위》 ... 구여름 역
- 2024년 Netflix 오리지널 드라마 《Mr. 플랑크톤》 ... 노양희 역 (특별출연)
- 2025년 tvN 월화드라마 《이혼 보험》 ... 전나래 역
- 2025년 Wavve 오리지널 드라마 《S라인》 … 이규진 역

### 영화
| 연도 | 제목     | 역할   | 비고     |
| ---- | -------- | ------ | -------- |
| 2008 | 흑심모녀 | 장나래 |          |
| 2010 | 하모니   | 공나영 |          |
| 2015 | Gone     | 줄리   | 단편영화 |
| 2015 | 오월     | 정다정 | 독립영화 |

## 그 외 출연

### 텔레비전
- 2011년 올'리브 《푸드 에세이》
- 2015년 MBC 《진짜사나이 - 여군특집2》
- 2015년 ~ 2016년 KBS2 《연예가중계》 배우 신현준 과 공동진행
- 2015년 채널CGV 《나도 영화감독이다》
- 2017년 SBS 《정글의 법칙 - 쿡아일랜드》 (2017년 12월 1일 ~ 2018년 1월 26일)
- 2018년 SBS 《런닝맨》 (2018년 2월 4일 ~ 2018년 2월 18일)
- 2018년 SBS 《런닝맨》 (2018년 3월 25일 ~ 2018년 4월 15일)
- 2018년 SBS 《정글의 법칙 - 사바》 (2018년 7월 27일 ~ 2018년 9월 21일)
- 2019년 Mnet 《퀸덤》 - 고정MC
- 2020년 Mnet 《로드 투 킹덤》 - 고정MC

### 예능
- 2021년 tvN <놀라운 토요일> - 게스트
- 2021년 SBS <미운 우리 새끼> - 게스트

### 뮤직 비디오
- 2007년 팀 〈사랑한 만큼〉
- 2011년 엠스트리트 〈넥타이를 풀고〉
- 2012년 C-CLOWN 〈멀어질까봐〉
- 2013년 다비치 〈오늘따라 보고 싶어서 그래〉
- 2014년 다비치 〈팔베개〉
- 2015년 테이 〈그리운 날에는〉

## 홍보대사
- 2010년 HOPE 프로젝트 홍보대사
- 2015년 울주세계산악영화제 홍보대사

## 수상 및 후보
| 연도 | 시상식                       | 부문                           | 작품               | 결과 |
| ---- | ---------------------------- | ------------------------------ | ------------------ | ---- |
| 2008 | MBC 방송연예대상             | 코미디/시트콤부문 여자 신인상  | 크크섬의 비밀      | 후보 |
| 2013 | 제6회 코리아 드라마 어워즈   | 여자 우수연기상                | 너의 목소리가 들려 | 후보 |
| 2013 | SBS 연기대상                 | 뉴스타상                       | 너의 목소리가 들려 | 수상 |
| 2013 | SBS 연기대상                 | 미니시리즈부문 여자 우수연기상 | 너의 목소리가 들려 | 후보 |
| 2013 | KBS 연기대상                 | 여자 조연상                    | 비밀               | 수상 |
| 2013 | KBS 연기대상                 | 여자 네티즌상                  | 비밀               | 후보 |
| 2014 | KBS 연기대상                 | 미니시리즈부문 여자 우수연기상 | 빅맨               | 후보 |
| 2014 | KBS 연기대상                 | 여자 인기상                    | 빅맨               | 수상 |
| 2015 | KBS 연예대상                 | 쇼오락부문 여자 신인상         | 연예가 중계        | 후보 |
| 2015 | SBS 연기대상                 | 미니시리즈부문 여자 특별연기상 | 미세스 캅          | 수상 |
| 2018 | 제3회 아시아 아티스트 어워즈 | 배우부문 아시아 브릴리언트상   | 뷰티 인사이드      | 수상 |
| 2019 | 제55회 백상예술대상          | TV부문 여자 조연상             | 뷰티 인사이드      | 후보 |
| 2019 | 제14회 숨피 어워즈           | 최우수조연상 여자부문          | 뷰티 인사이드      | 후보 |
| 2019 | 제4회 동아닷컴‘s PICK        | 언니 날 가져요 상              | 빈칸               | 수상 |